# Covor persan

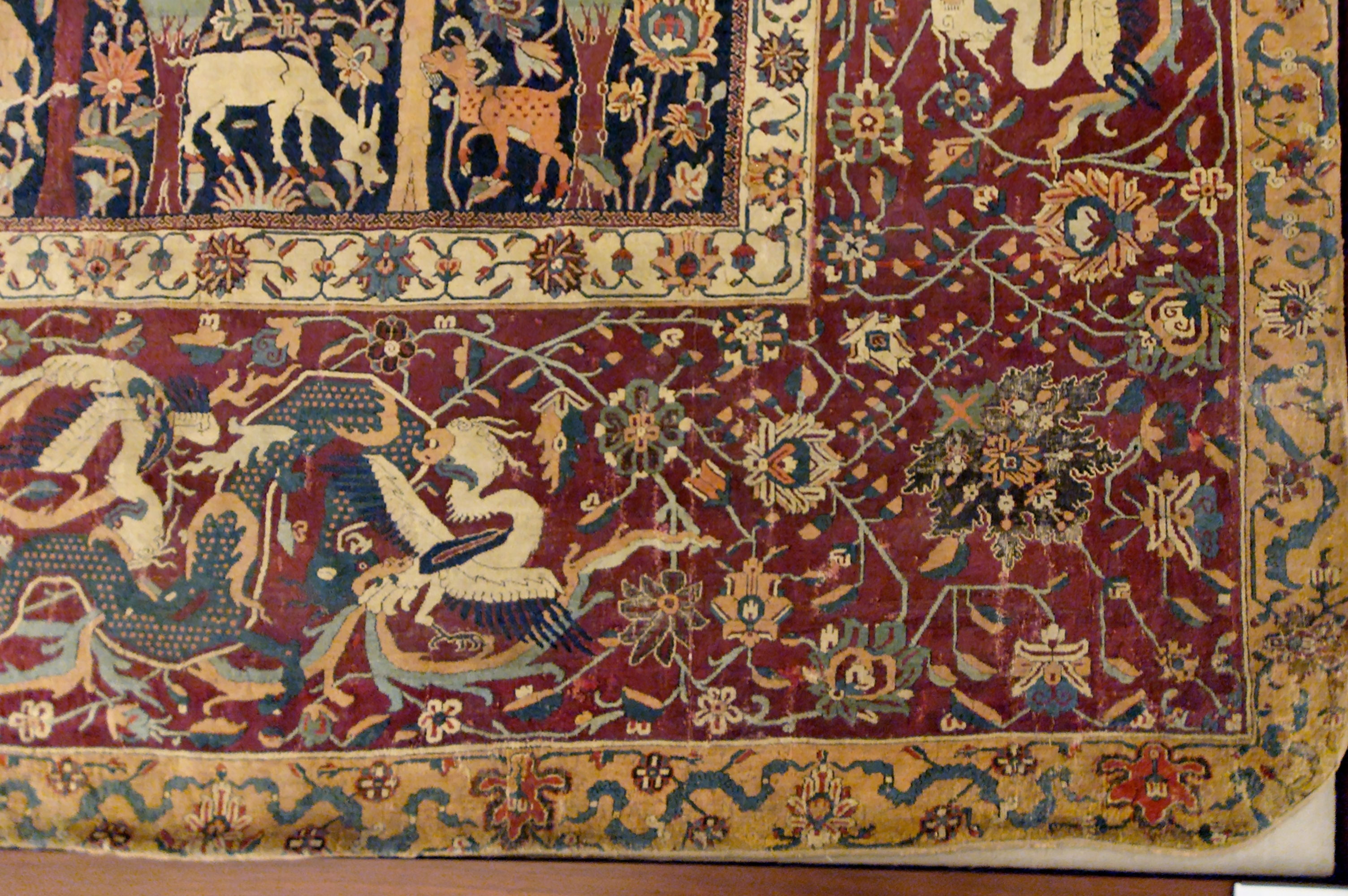
Detliu al Covorului Mantes, din Iranul Safavid, în Luvru

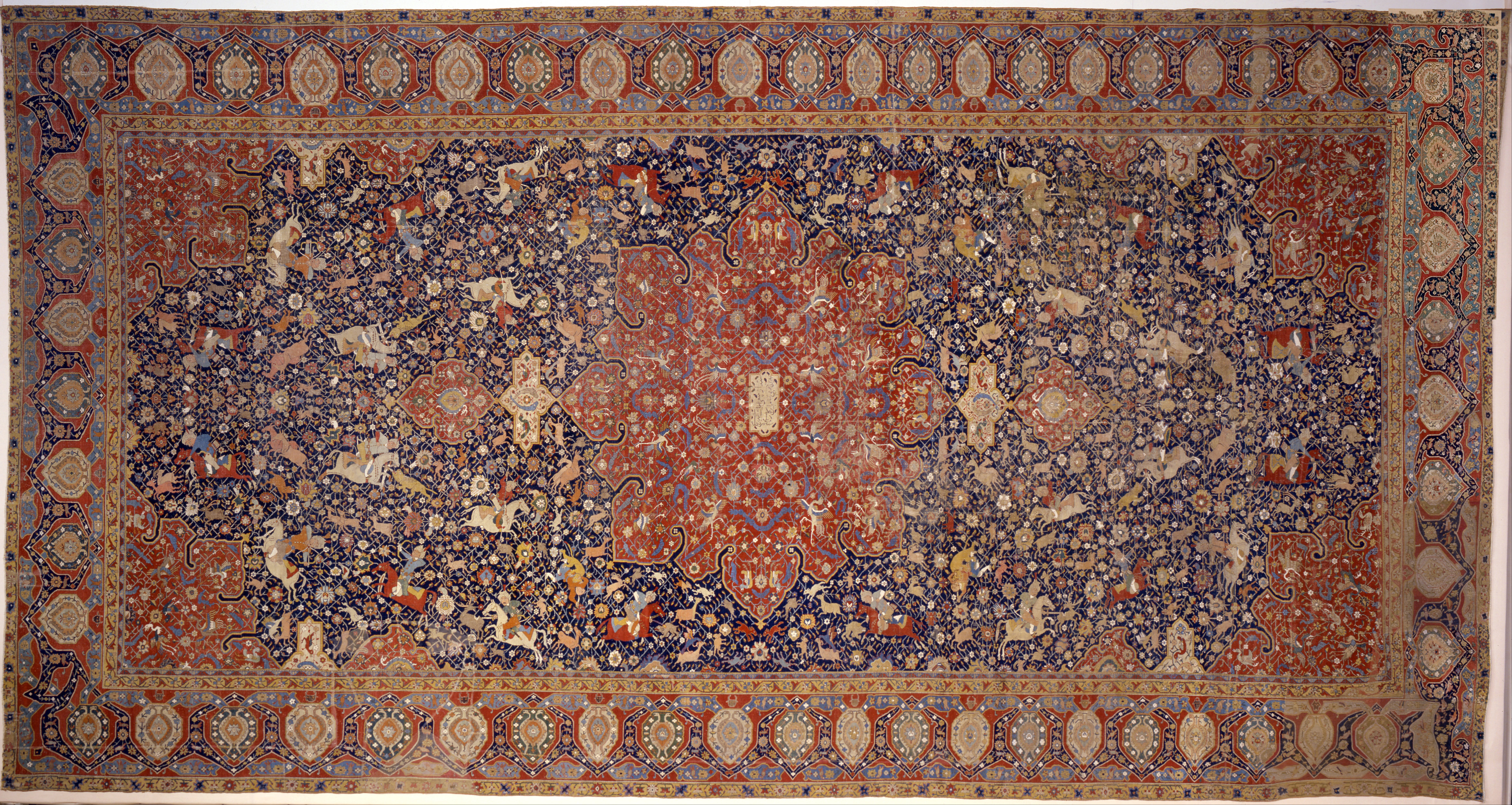
Covor cu Scene de Vânătoare, făcut de Ghyath ud-Din Jami, lână, bumbac și mătase, 1542–1543, Museo Poldi Pezzoli din Milano

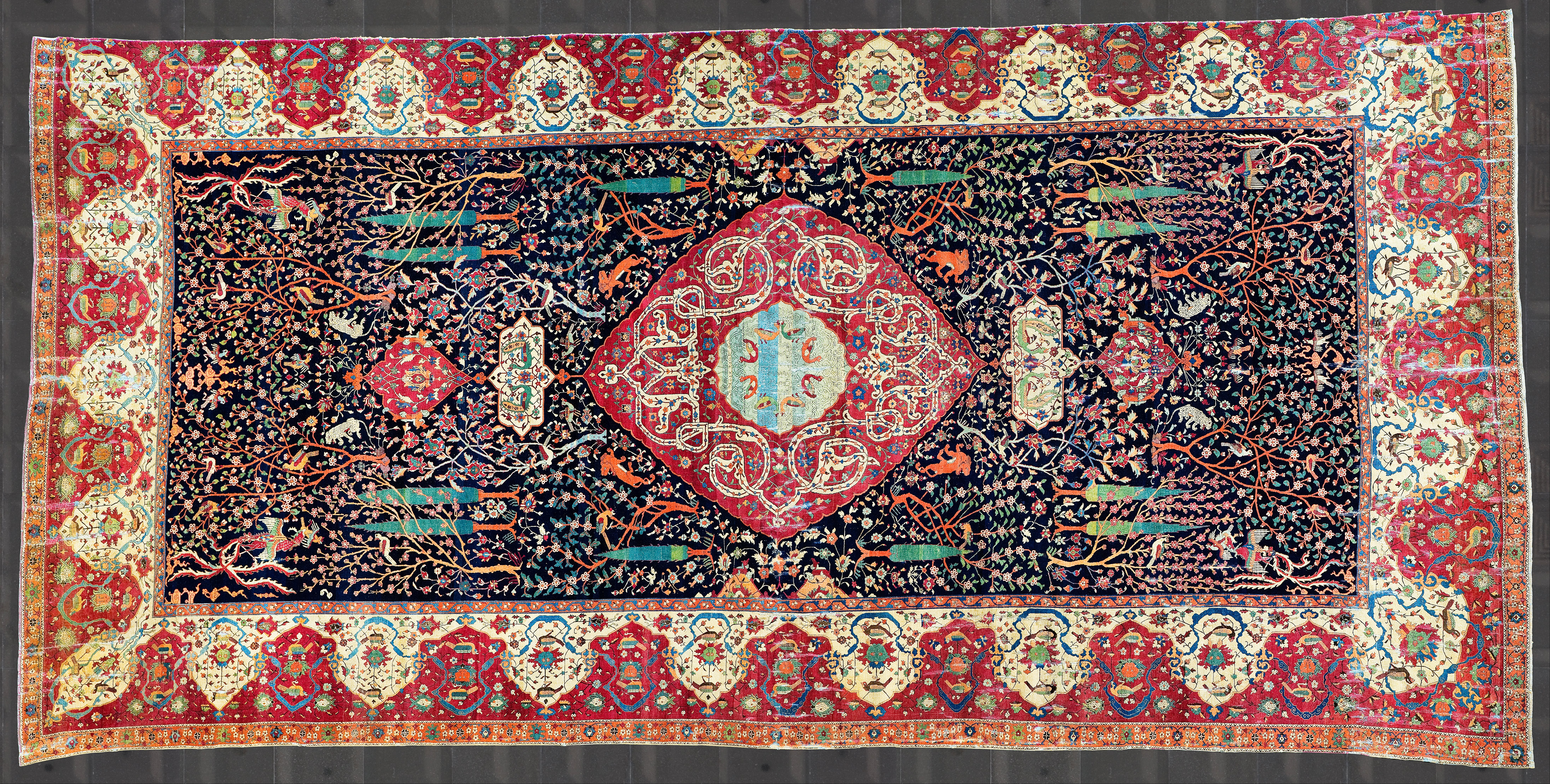
„Covorul Schwarzenberg” din secolul al XVI-lea

Un covor persan (în persană فرش ايرانى, transliterat farš-e irâni [ˈfærʃe ʔiːɾɒːˈniː]), cunoscut și sub numele de covor iranian, este un material textil greu, realizat pentru o mare varietate de scopuri utilitare și simbolice, și produs în Iran (cunoscut istoric ca Persia), pentru uz casnic, vânzare locală și export. Țesutul covoarelor este o parte esențială a culturii persane și a artei iraniene. În cadrul grupului de covoare orientale produse de țările „centurii de covoare”, covorul persan se remarcă prin varietatea și elaborarea designurilor sale multiple.
Luxul care este asociat astăzi covorului persan se află în contrast cu începuturile sale modeste în rândul triburilor nomade din Persia. Covorul era atunci un element de izolare termică a cortului necesar în iernile aspre și, din secolul al V-lea, un instrument de cult pe care musulmanul credincios îngenunchează în cadrul celor cinci rugăciuni zilnice. Ulterior, el a devenit un mijloc de exprimare artistică, mai ales prin libertatea de alegere a culorilor vii și a diverselor motive. Secretele fabricării sale au fost păstrate și transmise din generație în generație. Meșterii populari utilizează insecte, plante, rădăcini, copaci și alte materii ca surse de inspirație.
Începând din secolul al XVI-lea, fabricarea covoarelor s-a dezvoltat până a devenit o artă de sine stătătoare.

## Istorie

### Primele covoare

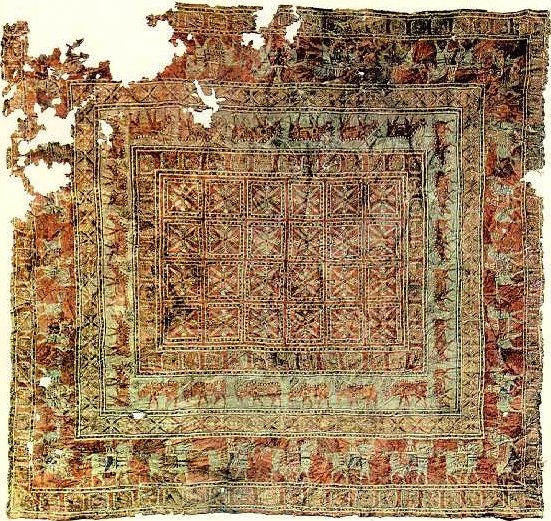
Covor din Pazirik, sec. al V-lea î.Hr.. Descoperit în Valea Pazirik (Siberia).

Arta fabricării covoarelor a existat în Iran din cele mai vechi timpuri, fiind descoperite mărturii istorice care atestă acest fapt. În opinia oamenilor de știință, covorul Pazyryk din jurul anului 500 î.Hr. datează din perioada achaemenidă.
Această artă a suferit multiple transformări în diferitele epoci ale istoriei persane pe care le-a traversat înainte de perioada islamică care a precedat invadarea Iranului de către mongoli. După invadarea Persiei de către mongoli, arta covoarelor persane a început să se dezvolte din nou în perioada domniei dinastiilor mongole Timuridă și Ilkhanidă.
Odată cu trecerea timpului, materialele folosite la fabricarea covoarelor, cum ar fi lâna, mătasea și bumbacul, se degradează. Din acest motiv, arheologii nu au putut să facă descoperiri interesante ale unor vestigii mai vechi.
Dar tot ceea ce a rămas din țeserea covoarelor din acele vremuri de demult se limitează la câteva fragmente de covoare prost conservate. Aceste fragmente nu sunt astăzi foarte utile pentru a recunoaște caracteristicile tehnicii de țesere a covoarelor din perioada pre-selgiucidă (secolele XI-XII) din Persia. Există, totuși, mențiuni scrise ale existenței covoarelor persane în Asia occidentală în cursul perioadei pre-islamice, dar este dificil de știut dacă aceste covoare erau cu noduri sau țesute. Câteva fragmente de covoare provin din epoca sasanidă, descoperite la Șahr-e Cumis.

### Perioada pre-islamică
Într-o excavare realizată în anul 1949, a fost descoperit un covor excepțional de tip Pazirik în mijlocul ghețarilor din Valea Pazirik, în Munții Altai din Siberia. Covorul se afla în mormântul unui prinț scit descoperit de către un grup de arheologi ruși sub îndrumarea lui Serghei Ivanovici Rudenko. Testele efectuate cu izotopul radioactiv de Carbon 14 au demonstrat faptul că acest covor fusese țesut în secolul V înainte de Hristos. Acest covor măsoară 2,83 metri lățime și 2 metri lungime și numără 36 noduri simetrice pe cm². Tehnica utilizată la acest covor indică un anumit grad de experiență în mânuirea acestei arte. Majoritatea experților cred că covorul Pazirik este rezultatul unei lungi evoluții a meșteșugului de carpetărie de cel puțin un mileniu. Conform acestei teorii, apariția tehnicii de țesere a covoarelor datează de cel puțin 3.500 ani.
Covorul Pazyryk este considerat ca fiind cel mai vechi covor din lume. Câmpul său central este de culoare roșu închis și are două margini largi, una reprezentând o căprioară și cealaltă un cal persan.
Cu toate acestea, se crede că covorul din Pazyryk nu este un produs de origine nomadă, ci un produs al centrului de producție de covoare achaemenide.
Mărturiile istorice demonstrează faptul că nobilimea achaemenidă a regelui persan Cyrus cel Mare de la Pasargade avea un număr mare de covoare superbe. Aceasta se întâmpla cu peste 2500 de ani în urmă.
Cele mai vechi vestigii au fost descoperite în estul regiunii Turkistan, datând din secolele III-V din era creștină, cum ar fi câteva țesături de mână ale selgiucizilor din Asia mică care sunt expuse în moscheea Alah-a-din din Konya și în moscheea Ashrafoghlu din Beyshehir, în Turcia. Aceste piese de artă au atras atenția cercetătorilor la începutul secolului anterior și sunt astăzi conservate în Muzeul artelor turcești și islamice din Istanbul și în Muzeul Molana din Konya.
Prin secolul al VI-lea, covoarele persane de lână sau de mătase s-au răspândit în întreaga Persie, depășind limitele curții regale. Covorul de vară Bahârestân al regelui persan Khosrow I (531–579) a fost confecționat pentru principala sală de audiențe a Palatului imperial sasanid de la Ctesiphon, din provincia sasanidă Khvârvarân (astăzi pe teritoriul statului Irak). El avea 137,16 metri lungime și 27,43 metri lățime și avea reprezentată o grădină orientală. În secolul al VII-lea, odată cu ocuparea capitalei iraniene, Tuspawn, covorul Baharestan a fost furat de către arabi, tăiat în mici fragmente și împărțit soldaților victorioși ca trofeu de război.
După mărturiile istoricilor antici, faimosul Tron Tāqdis era acoperit cu 30 de covoare speciale reprezentând cele 30 zile ale lunii și alte patru covoare reprezentând cele patru anotimpuri ale anului.

### Perioada islamică

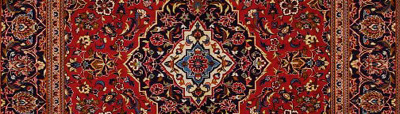
Prin folosirea firelor și fibrelor colorate, fiecare parte a covorului persan este lucrat în mod tradițional de mână din ingrediente naturale în decursul a mai multor luni. Acest proces minuțios este prezentat în filmul japonezo-iranian Carpet of Wind, regizat de către Kamal Tabrizi.

În secolul al VIII-lea, regiunea Azerbaidjan din nord-vestul Persiei se număra printre cele mai importante centre de fabricare a covoarelor (zilu) din întregul Iran. Provincia Tabarestan, pe lângă faptul că plătea tribut, trimitea în fiecare an și un număr de 600 covoare la curtea califilor din Bagdad. În acele vremuri, principalele obiecte exportate de către această regiune erau covoarele și carpetele folosite pentru spunerea rugăciunilor. În plus, covoarele din  Khorassan, Sistan și Buhara, aveau o cerere mare în rândul cumpărătorilor în principal datorită motivelor și desenelor reprezentate.
În timpul dinastiilor Seljuq (secolele XI-XIV) și Ilkhanate (1256-1399), fabricarea de covoare a devenit o afacere într-atât de dezvoltată încât o moschee construită de către Ghazan Han la Tabriz (nord-vestul Iranului), a fost ornamentată cu covoare persane superbe. Designul covoarelor era reprezentat de miniaturi aparținând epocii Timuride, ceea ce a dus la dezvoltarea acestei industrii în acele timpuri.
Industria fabricării covoarelor a început să fie externalizată odată cu atacarea Iranului de către armata mongolă.

### Apariția covoarelor persane înEuropa

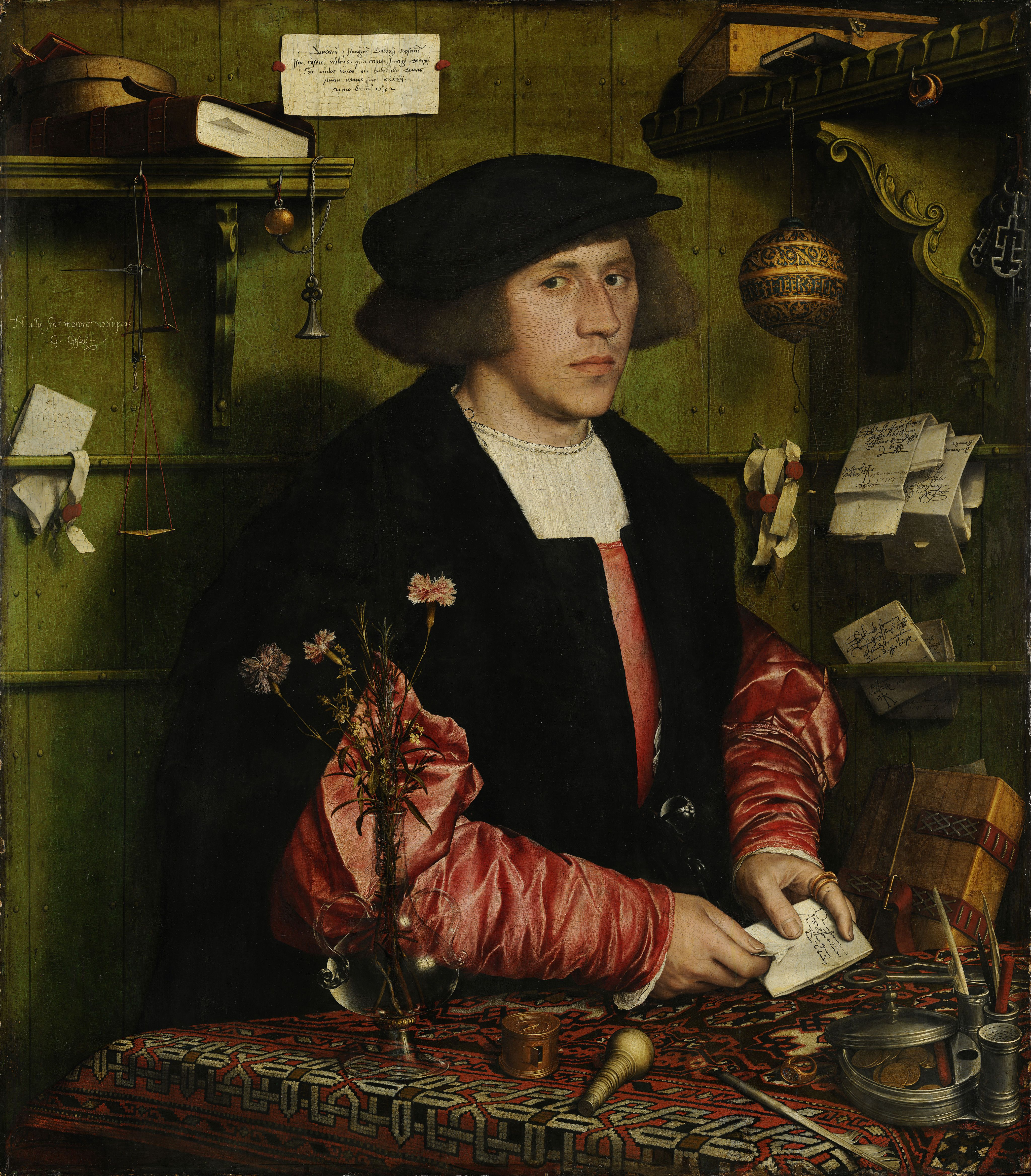
Hans Holbein cel Tânăr - Portretul negustorului Georg Gisze, 1532, Berlin - Gemäldegalerie. Covorul din această pictură este de tip selgiucid, cu margine cufică.

Conform datelor oferite de către Kurt Erdmann, covoarele din Orient nu au fost importate în Europa înainte de secolul al XIII-lea . Într-adevăr, covoare presupuse a fi de origine persană apar în tablourile pictate de artiștii Giotto (1266-1337), care pare a fi primul care reprezintă artistic un astfel de covor, apoi în operele lui Jan Van Eyck (c. 1390-1441), Andrea Mantegna (1435-1506), Antoine Van Dyck (1599-1641) și Rubens (1577-1640). Aceste covoare cumpărate de către europeni erau de prea mare valoare pentru a fi puse pe podea, așa cum era practica folosirii lor în Orient. Termenii folosiți de către inventarele venețiene indică faptul că acestea erau puse pe mese (tapedi da desco, tapedi da tavola) și drept cuvertură pe tronurile regale (tapedi da cassa); picturile europene confirmă aceste utilizări  (vezi și Portretul unui senator de L. Bassano).

### Nașterea industriei covoarelor în Persia
Numeroase covoare (între 1.500 și 2.000) au fost conservate începând din perioada dinastiei safavide (1501-1732), dar datarea și stabilirea provenienței acestor covoare rămân foarte dificile. De asemenea, au fost conservate mult mai multe covoare din perioada dinastiilor Qajar (1786-1925) și Pahlavi (1925-1979). Inscripțiile reprezintă o indicație prețioasă pentru a determina realizatorii, locurile de fabricație, comanditarii etc. În plus, odată ce a fost fabricat un covor și rămâne într-un loc precis, el permite identificarea altor piese de artă care provin din aceeași epocă.
S-a acceptat, în general, în rândul specialiștilor, ipoteza că în perioada dinastiei safavide s-a făcut trecerea de la covorul asigurat prin producția artizanală de către triburile nomade la statutul de «industrie națională» ale cărei produse au fost exportate în India, în Imperiul Otoman și în Europa. Exportul covoarelor a fost înfloritor, în perioada safavidă, către Europa (mai ales prin colonia portugheză Goa) și către Imperiul Moghol (din nordul statului India), unde covoarele persane au stimulat producția locală. Câteva covoare safavide au fost, de asemenea, transportate de către Compania olandeză a Indiilor orientale  către Batavia, Ceylon, Malaysia, Cochin, precum și către Olanda. Comenzi europene erau transmise în Persia pentru țeserea de covoare speciale: de exemplu, grupul «covoarele poloneze» au fost țesute, fără îndoială, la Ispahan, dar unele dintre ele poartă stema Poloniei.
Pornind de la relatările călătorilor europeni aflați în Persia și din alte surse textuale, se pare că existau ateliere de covoare regale la Ispahan, Kashan și Kerman. Aceste ateliere produceau covoare pentru palatele și moscheile șahului, dar și pentru a fi oferite monarhilor din țările vecine sau demnitarilor străini, unde continuau să se realizeze covoare pentru a onora comenzile nobilimii sau ale altor cetățeni. Cei care făceau comanda furnizau atunci capital sub formă de materii prime și plăteau salariile meșterilor în timpul cât dura fabricarea covorului dorit.
Dezvoltarea rapidă a industriei covoarelor în Persia, în epoca safavidă, pare să se datoreze gustului suveranilor pentru acest meșteșug de artizanat. Șahii persani Ismail I (1487-1524), apoi Tahmasp I (1524-1576) și Abbas I cel Mare (1587-1629) sunt recunoscuți pentru interesul manifestat pentru producția de covoare. S-a presupus chiar că ultimii doi suverani citați s-ar fi implicat personal în producția de covoare, mai ales prin desenarea motivelor artistice. În decursul domniei lor, producțiile de covoare persane au fost cele mai importante din întreaga epocă safavidă.
Deși monarhii din dinastia safavidă transformaseră fabricarea covoarelor într-o industrie națională, triburile nomade și micile ateliere urbane au continuat să producă covoare persane, inclusiv după invazia afgană din anul 1722, care a pus capăt perioadei de domnie a dinastiei sus-amintite — deci și sprijinului acordat în favoarea producției de covoare. Totuși s-a demonstrat că Nadir Shah (1736-1747), fondatorul dinastiei afsharide și Muhammad Karim Han (1760-1779), fondatorul dinastiei Zand, au poruncit realizarea de covoare în sudul Persiei, reînnoind astfel mecenatul regal. Acesta a devenit politică de stat odată cu instaurarea dinastiei Qajar în anul 1797, producția de covoare reînflorind, încurajată mai ales de cererea locală. Exportul a rămas puțin răspândit până ce o conjunctură favorabilă de factori a făcut să explodeze exporturile. Într-adevăr, la începutul celei de-a doua jumătăți a secolului al XIX-lea, epidemia de pebrină a atins viermii de mătase din Persia și a determinat scăderea puternică a producției de mătase, până atunci un element important al exporturilor acestei țări. În paralel, o cerere europeană masivă de covoare orientale, ca urmare a expoziției de la Viena din anul 1873, ca și formarea unei clase de mijloc numeroasă în Marea Britanie a deschis o piață importantă în Persia, care căuta un produs de substituire a mătăsii pentru export. Începând de la sfârșitul anilor 1870, Persia și-a crescut exportul în Marea Britanie (două companii engleze, Messrs. Ziegler & Co. și Hotz & Co. au înființat manufacturi în Iran), în Franța <--(era aprovizionat anual un cumpărat al Marilor Magazine de la Luvru)--> și în Statele Unite ale Americii.
Din păcate, sfârșitul perioadei de domnie a dinastiei Qajar (1786-1925) este marcată printr-un paradox. Pe de o parte, au fost realizate covoare luxoase de mătase, de o calitate artistică comparabilă cu cele din secolul al XVII-lea. Pe de altă parte, calitatea generală a covoarelor scade prin introducerea coloranților de sinteză în Persia, interzisă totuși de către guvern în anul 1877.

### Producția contemporană
Cele două războaie mondiale reprezintă o perioadă de declin pentru covorul persan. Producția de covoare reîncepe după anul 1948 grație sprijinirii acestei arte de către dinastia persană Pahlavi. În anul 1949 guvernul iranian organizează o conferință de presă la Teheran pentru a remedia problemele de scădere a calității covoarelor, constatată de mai bine de 60 ani (utilizarea anilinei și al coloranților pe bază de crom, scăderea de calitate a desenelor, folosirea nodului jofti). Cu ocazia acestei conferințe, au fost luate o serie de măsuri de către guvern care au condus la o reînnoire a tehnicii de confecționare a covoarelor persane.
Producția covoarelor persane s-a diminuat puternic după revoluția islamică din anul 1979 din cauză că noul regim consideră covoarele drept un „tezaur național” și refuză să le exporte în Occident. Această politică a fost abandonată în anul 1984, dată fiind importanța covoarelor ca sursă de venituri externe pentru Iran. Exporturile cunosc un nou avânt la sfârșitul anilor '80 și al războiului dintre Iran și Irak. Ele s-au triplat ca valoare (de la 35 milioane US$ la 110 milioane US$) și s-au dublat ca greutate (de la 1.154 tone la 2.845 tone) în perioada martie-august 1986 — ceea ce contribuie la o scădere pe plan mondial a prețului covoarelor.
Astăzi, tehnicile tradiționale de țesere sunt reactualizate, chiar dacă producerea majorității covoarelor se realizează în mod mecanizat. Aceste covoare tradiționale țesute manual, cu deosebire de către copii și femei, ale căror degete subțiri produc un număr mai mare de noduri pe dm2, sunt mai calitative și mai scumpe decât cele realizate mecanizat. Pot fi admirate numeroase piese foarte fine de covoare persane în „Muzeul Covorului din Iran”, din capitala Teheran.

## Procesul de fabricație

### Războiul de țesut și ustensilele folosite

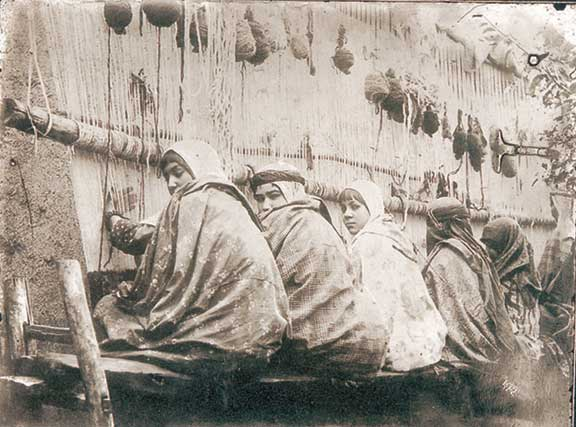
Femei țesând un covor pe un război de țesut vertical (în jurul anului 1890)

Există patru tipuri de războaie de țesut: războiul de țesut orizontal, războiul de țesut vertical fix, războiul de țesut vertical de tip Tabriz și războiul de țesut vertical cu cilindre mobile.
- Războiul de țesut orizontal este cel mai primitiv dintre cele patru tipuri de războaie. În prezent este folosit doar de către triburile nomade. El constă simplu din două bare de lemn între care se întind firele de lână în sens longitudinal. În timpul lucrului, firele de urzeală se mențin întinse datorită celor doi suporți plasați la extremitățile celor două bare și așezați pe sol. Acest război de țesut este ușor de transportat când tribul nomad se mută dintr-un loc în altul.
- Războiul de țesut vertical fix, folosit aproape exclusiv în centrele de producție de o mai mică importanță, este de asemenea un model rustic. Este format dintr-un cadru vertical ai cărui suporți au la extremități două bare rotunde și paralele denumite cilindre. Între aceste două bobine se fixează firele de urzeală. Țeserea începe mereu de jos în sus. În timpul lucrului, muncitorul stă așezat pe o podea care se sprijină pe două bare fixate la o scară aflată pe suporții  verticali ai războiului de țesut. Pe măsură ce țeserea avansează, podeaua care servește de scaun de lucru trebuie să se ridice în același timp cu covorul. Acest tip de război este utilizat pentru covoare a căror lungime nu o depășește pe cea a războiului, adică de trei metri lungime.
- Războiul de țesut vertical de tip Tabriz reprezintă o îmbunătățire a războiului de țesut vertical. A fost inventat de către meșterii populari din această regiune a Persiei. Este folosit puțin în toate fabricile din marile centre de producție din Iran. În acest tip de război de țesut, firele de urzeală se derulează de la bobina superioară către bobina inferioară, sub care trec înainte de a reveni la bobina superioară. Acest sistem oferă avantajul de a putea țese covoare de două ori mai mari decât înălțimea războiului de țesut.
- Ultimul tip de război de țesut, cu cilindre mobile, reprezintă versiunea cea mai evoluată a războiului de țesut vertical. Cilindrele mobile din lemn sunt dispuse paralel, fiind susținute de două suporturi din lemn sau din fontă. Întreg firul de urzeală necesar nodurilor covorului este întins vertical pe cilindrul superior, în timp ce pe bobina inferioară se întinde covorul de-a lungul său. Urzeala este despărțită în două rânduri paralele de fire - pare sau impare - cu ajutorul unor tuburi din sticlă. Firele impare din spate sunt grupate în mănunchiuri cu ajutorul unor inele dintr-o împletitură de bumbac. Țesătorul îndepărtează cu mâna stângă numărul de fire necesare executării motivului și trece suveica încărcată cu firele de bătătură printre cele două rânduri de fire de urzeală.

După această primă trecere, țesătorul aduce în față rândul de fire din spate, trăgând cu mâna stângă inelele, obținând astfel încrucișarea  firelor. Înapoierea suveicii în sens invers formează un rând, după ce a fost bătut cu ajutorul unui pieptene din metal, acoperă în întregime urzeala. Țesătorul, așezat cu fața la lumină, lucrează pe reversul covorului și urmărește compoziția cu ajutorul unei oglinzi; în spate se găsește cartonul, după care el a copiat pe calc modelul care îi permite să traseze pe fiecare fir de urzeală puncte de reper, corespunzătoare liniilor principale ale  compoziției. Acest război de țesut permite deci confecționarea de covoare oricât de lungi.

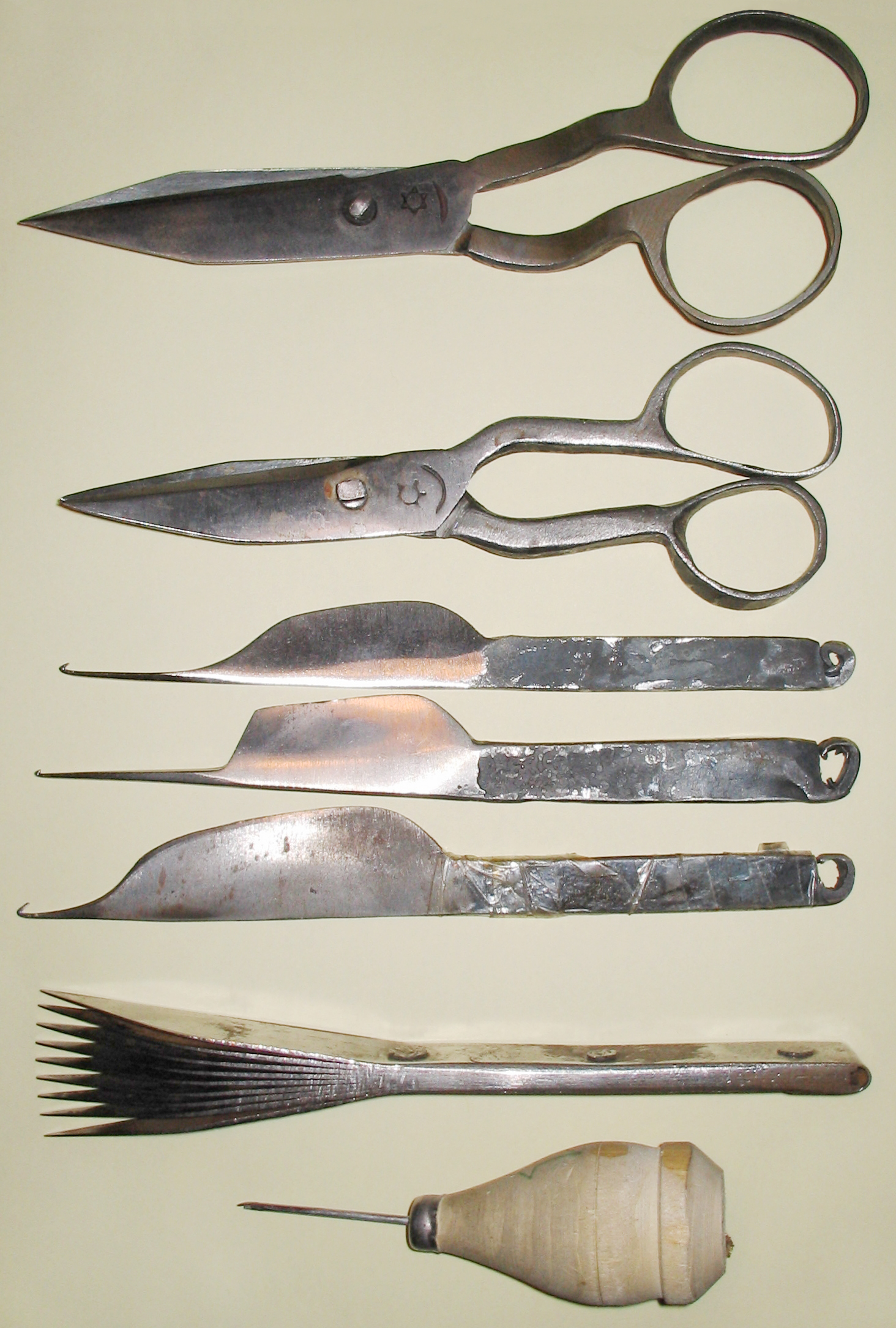
Ustensilele folosite la fabricarea covoarelor. De sus în jos : foarfeci, cuțite, piepteni și ace.

Ustensilele folosite la confecționarea covoarelor sunt mai puțin numeroase și foarte simple. Cuțitul servește la tăierea resturilor firelor din noduri; fabricat în întregime din metal, el este dotat uneori cu un vârf îndoit care este folosit pentru a înnoda (mai ales la Tabriz). Pieptenele este format din mai multe lame de metal ale căror extreme sunt separate pentru a forma dinții. El servește pentru a îndrepta și întinde firele de urzeală. Foarfecii, drepți și largi, sunt folosiți pentru a reteza franjurile covorului și pentru a egaliza firele de dimensiuni diferite.

### Materiile prime
Materialele necesare pentru confecționarea unui covor persan sunt lâna, mătasea și bumbacul. Lâna și mătasea se folosesc mai ales pentru porțiunea catifelată a covorului, și mai rar în urzeală și bătătură, care, în mod normal, sunt din bumbac. Lâna de oaie este cea mai folosită, în special cea cu fibră lungă (strânsă de pe umerii și de pe părțile laterale ale oii). Lâna de miel este, de asemenea, foarte apreciată. Lâna de bună calitate se numește kurk și lâna de proastă calitate se numește tabachi. Lâna cea mai apreciată provine din regiunea Khorassan (din nord-estul Iranului) sau de la triburile lors și kurde.
Bumbacul este utilizat exclusiv pentru urzeală și bătătură. În anumite tipuri de covoare, cum ar fi cele de Qom sau de Na'in, se amestecă în catifeaua din lână un fir de mătase. În covoarele cele mai scumpe, catifeaua este din mătase. În anumite covoare mai vechi s-au folosit fire de aur, de argint sau de mătase înconjurată de un fir de metal prețios. Actualmente, urzeala și bătătura sunt realizate întotdeauna din bumbac (cu excepția unor covoare nomade realizate în totalitate din lână), pentru că este mai solid și mai rezistent și permite o mai bună întreținere a covorului.

### Coloranții
Paleta foarte variată de culori a covoarelor persane este responsabilă, în mare măsură, de renumele acestora.
Lâna care urmează a fi vopsită este mai întâi depusă într-o baie concentrată de sulfat dublu de aluminiu care are rolul de a fixa coloranții pe fibrele textile. Apoi ea este pusă în vopsea într-o baie de coloranți, și în cele din urmă este pusă la uscat la soare.
Înainte de apariția coloranților sintetici (descoperirea anilinei în anul 1856 și apariția coloranților în Persia la sfârșitul secolului al XIX-lea), vopsitorii foloseau doar coloranți naturali, provenind din substanțe vegetale. Printre coloranții utilizați menționăm:
- Culoarea roșie dată de rădăcina de roibă, care crește în stare sălbatică într-o mare parte a Iranului.
- Foile de indigo dau culoarea albastră, care ar putea să fie foarte închis, aproape de negru.
- Foile de viță de vie produc culoarea galbenă, care este obținută de asemenea din șofran (culoare mai delicată), cultivat în Khorassan.
- Culoarea verde este obținută prin amestecarea culorilor albastru și galben cu sulfat de cupru.
- Culorile naturale ale lânii furnizează culorile gri și maro, care poate fi de asemenea obținută din coaja de nucă.
- Se folosește lâna naturală de oaie sau pielea de cămilă de culoare neagră pentru a obține culoarea neagră, pentru obținerea căreia este folosit și oxidul de fier conținut în nuca de ghindă.

Astăzi, majoritatea vopsitorilor utilizează coloranți sintetici (cu excepția covoarelor țesute de către triburile nomade, care mai folosesc încă coloranți naturali), majoritatea acestora fiind coloranți pe bază de crom, care dispun de avantaje în raport cu anilina și permit scăderea costurilor de producție.
Pe anumite covoare și în anumite locuri sau chiar în mijloc, este posibil ca vopseaua să-și schimbe nuanța. Această modificare a culorii este denumită abrash și reprezintă dovada că acel covor a fost vopsit cu coloranți vegetali.

### Urzeala și bătătura

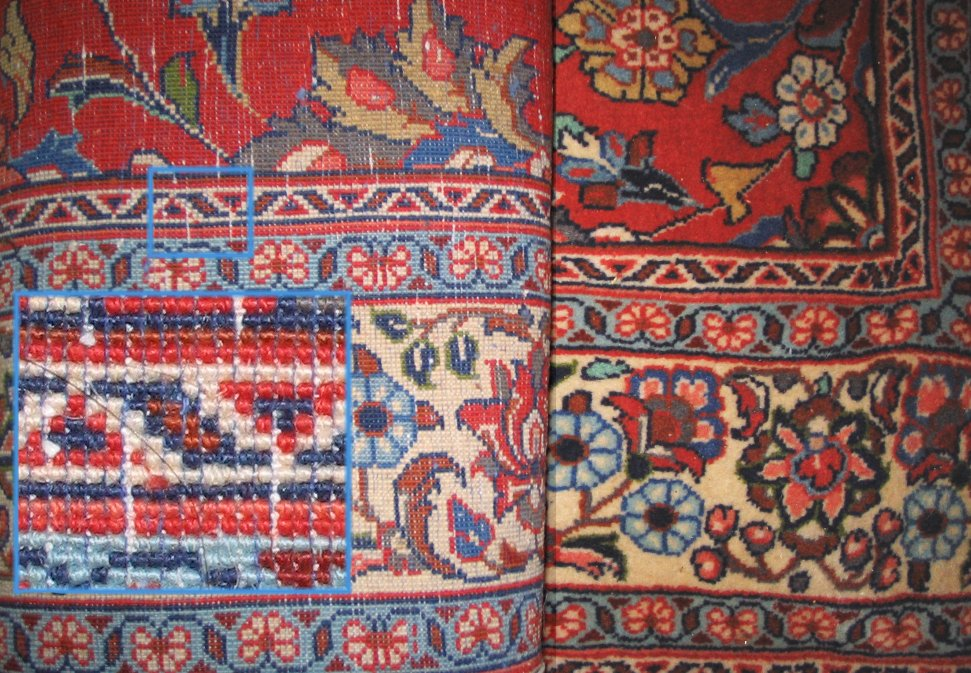
Anvers și revers al unui covor persan. Se pot zări firele de urzeală albe aflate între noduri.

Urzeala este ansamblul de fire verticale întinse între cele două extremități ale războiului de țesut. Franjurile covorului sunt extremitățile firelor de urzeală.
Bătătura este formată din unul sau din mai multe fire transversale (în general două, unul lăsat liber și celălalt întins), dispuse între cele două linii de noduri. Bătătura servește la alinierea nodurilor în linii paralele și asigură soliditatea covorului. Bătătura este presată cu ajutorul unui pieptene special (vezi imaginea de mai sus).

### Nodurile

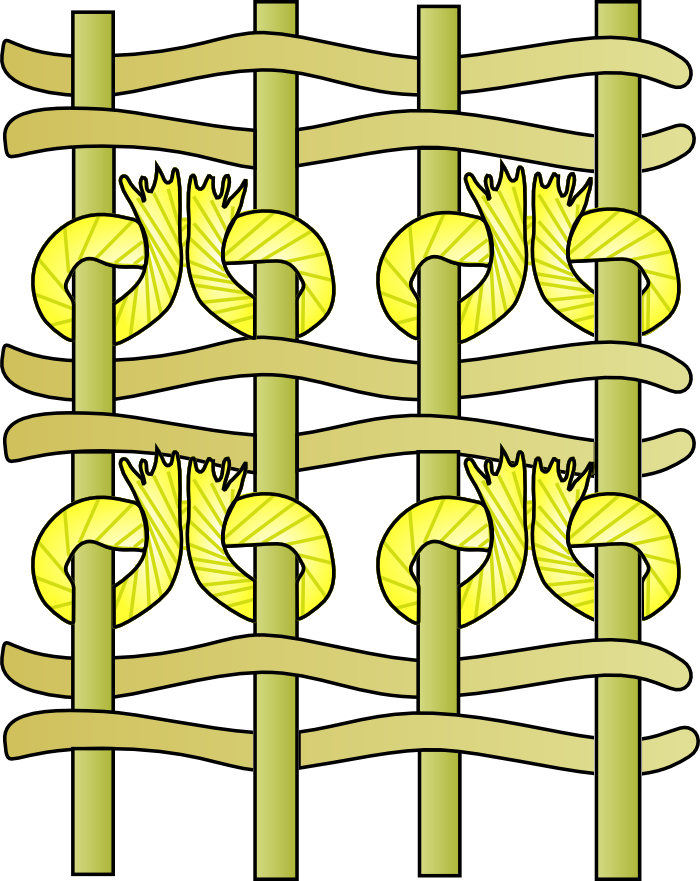
Turkbâf

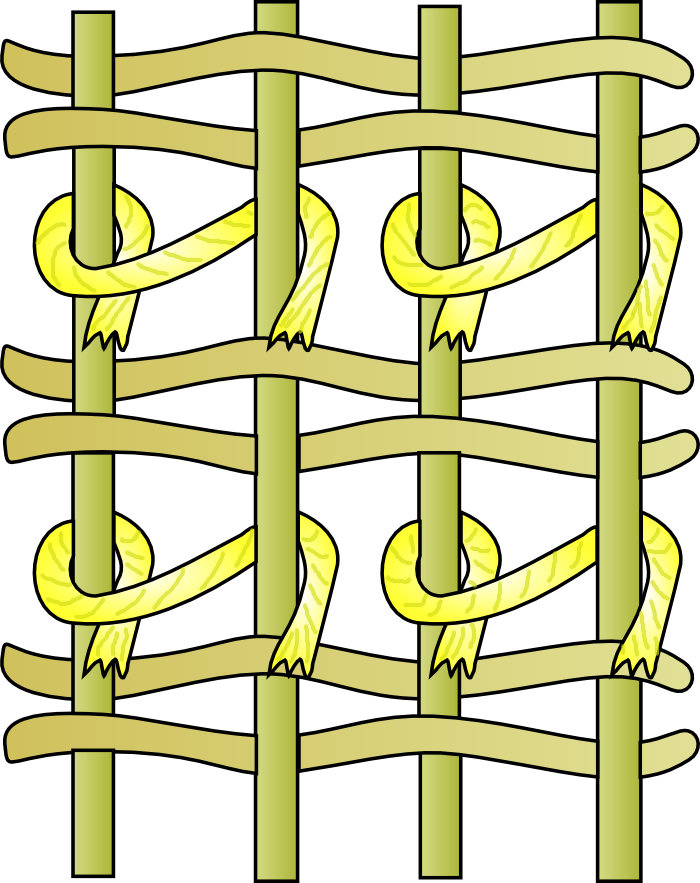
Farsbâf

Există două tipuri de noduri: nodul de tip ghiordes sau turkbâf și nodul de tip senneh sau farsbâf. Nodul turkbâf este folosit în special în Turcia și în Caucaz. Nodul farsbâf (fars semnifică «limba persană») se utilizează mai ales în Persia.
- În nodul turkbâf, firul de lână se încolăcește în jurul a două fire de urzeală, într-un mod în care se formează o spirală ale cărei extremități reapar între cele două fire (vezi desenul de alături).
- În nodul farsbâf, firul de lână formează o spirală unică în jurul unui sau a două fire de urzeală.

Unii țesători, dorind să câștige timp (deși calitatea covorului este diminuată), înnoadă firele de lână în două fire de urzeală. Nodurile se numesc atunci turkbâf jofti sau farsbâf jofti.
Meșterul începe întotdeauna prin a țese un orificiu în partea de jos a covorului. Orificiul este o margine apretată făcută din mai multe fire de bătătură care împiedică covorul să se desfacă sau ca nodurile să se desprindă. Când este terminată realizarea orificiului, se poate începe realizarea nodurilor. Fiecare fir de lână este înnodat pe două fire apropiate de urzeală. Aceste fire de lână formează «catifeaua» covorului. Când se termină o rețea, țesătorul trece un fir de bătătură, o dată prin față și o altă dată prin spate, prin fiecare fir de urzeală. După fiecare nod realizat, țesătorul taie firul de lână la 7 cm de nod și îl trage în jos; aceasta determină «sensul» covorului. Într-adevăr, una dintre caracteristicile covoarelor persane este că par cu totul diferite în funcție de unghiul de privire și de unghiul de incidență al luminii.
La fiecare patru sau șase rețele de noduri, meșterul efectuează o primă tăiere a catifelei. Doar când se termină realizarea nodurilor de la covor se egalizează suprafața catifelei. Dacă covorul este de bună calitate, se va tăia foarte din scurt. Din contră, se va tăia mai din lung dacă calitatea realizării nodurilor este inferioară.
Calitatea realizării nodurilor determină calitatea și prețul unui covor persan. Un covor de calitate medie conține 2.500 noduri pe decimetru pătrat, un covor de slabă calitate numai 500 noduri pe decimetru pătrat. Un covor de calitate excelentă poate conține până la 10.000 noduri pe decimetru pătrat.

### Dimensiuni
- Ghali (literar «covor»): desemnează covoarele de mari dimensiuni, mai mari de 190x280 cm.
- Dozar sau Sedjadeh: folosit în mod indiferent. Denumirea sa provine de la cuvintele do, «doi» și zar, o măsură persană corespunzând în sistemul metric la aproximativ 105 cm. Aceste covoare măsoară aproximativ 130–140 cm lățime și 200–210 cm lungime.
- Ghalitcheh: covor de aceeași dimensiune cu precedentele, dar de o calitate mai bună.
- Kelleghi sau Kelley: covor de format alungit, măsurând în jurul a 150–200 cm x 300–600 cm. Acest covor este folosit în mod tradițional pentru a fi pus înaintea (kalleh semnifică «cap» în limba persană) unui covor (ghali).
- Kenareh: format de asemenea alungit, dar mai mic; 80–120 cm x 250–600 cm. El este poziționat în mod tradițional în colțurile (kenār semnifică «colț» în limba persană) unui covor mai mare.
- Zaronim: corespunzând unui zar și jumătate. Aceste covoare măsoară deci în jur de 150 cm lungime.

## Diferența dintre covoarele anatoliene și covoarele persane
Diferența dintre covoarele turcești (sau din Anatolia) și cele persane este în esență o chestiune de fabricație și de tradiție în folosirea motivelor decorative.
Un covor tradițional persan tipic dispune de noduri asimetrice (nod persan sau senneh), în timp ce covorul tradițional turcesc dispune de un nod dublu simetric (nod turcesc sau ghiordes). Finalmente, procesul de realizare de «noduri simetrice» utilizat la covorul tradițional turcesc dă impresia că imaginea este construită din module în comparație cu covorul persan tradițional cu noduri simple al căror design este mai delicat. Stilul tradițional turcesc reduce și numărul de noduri pe metru pătrat. Acești factori au contribuit la crearea unei vechi și tradiționale reputații de calitate a covoarelor persane.
Actualmente este un lucru obișnuit să vezi covoare țesute în Turcia sau Iran folosind unul dintre cele două stiluri. Când sunt cumpărate covoare, unicul tip de identificare al tipului de nod folosit este prin plierea covorului și observarea bazei nodului.

## Arhitectura unui covor
Cum este vorba de o operă de arhitectură, covorul se confecționează pornind de la un plan (denumit «carton»), care indică compoziția sa, dispunerea modelelor decorative și a motivelor. Planul este desenat de către un maestru (ostad în limba persană), care nu este de meserie țesător, ci chiar pictor. Schema unui covor reproduce adesea coperta unui manuscris; ambele arte sunt în mod intim legate dat fiind faptul că desenatorii lor sunt adesea aceiași pictori.
Se disting două tipuri de scheme: scheme orientate și scheme neorientate.

### Părțile unui covor
Părțile componente ale unui covor au următoarele denumiri:
- Marginile secundare: pot fi interioare sau exterioare (cu referire la marginea principală) și sunt mai mult sau mai puțin numeroase și mai mult sau mai puțin strâmte. Uneori, marginile exterioare sunt de o culoare unitară.
- Marginea principală: completează ornamentația covorului și adaugă un echilibru ansamblului.
- Câmpul: este constituit din partea internă a covorului, delimitată de către marginile cadrului.
- Colțurile: colțurile sunt determinate de către unghiurile câmpului.
- Medalionul central: medalioanele sunt de diferite forme: circulare, ovale, în formă de stea sau de poligon. Pot fi asortate cu diverse pandantive.

### Scheme orientate
Sunt desenate în jurul unui singur ax de simetrie și impun un sens covorului, care poate fi privit doar dintr-o poziție unică. Covoarele figurative adesea sunt concepute în această manieră. De asemenea este cazul covoarelor de rugăciuni, care au un câmp ornamentat cu un arc sau o nișă denumită mihrab.

### Scheme neorientate
Aceste covoare pot fi privite din orice poziție deoarece desenele sale nu sunt orientate. Decorația constă sau din motive continue, sau din motive asemănătoare care se repetă până la a acoperi totalitatea câmpului.

### Scheme cu motiv centrat
Acest tip de covoare este de asemenea desenat pentru a fi privit din orice poziție, dar compoziția sa posedă un element central dominant în jurul căruia sunt dispuse motivele secundare.

## Motive decorative

### Covoare cu decor geometric

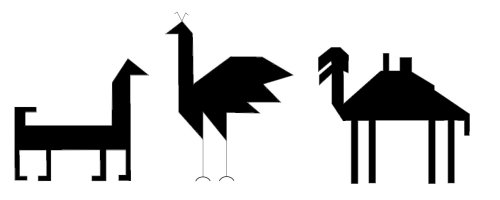
Motive animaliere de inspirație geometrică: de la stânga la dreapta câine, cocoș, cămilă.

Acestea reprezintă gustul particular al artizanului sau ale tradițiilor unui trib.
Aceste covoare sunt decorate cu elemente lineare (linii verticale, orizontale și oblice). Desenul este foarte simplu și adesea format prin repetarea aceluiași motiv. Desenele geometrice se găsesc cel mai adesea pe covoarele nomazilor din micile sate din Anatolia și din Caucaz. Motivele geometrice s-au transmis din generație în generație; pentru un ochi format este ușor de a recunoaște tribul de unde provin aceste covoare.

### Covoare cu desene curbilinii sau florale
Acestea sunt rezultatul unei evoluții care a succedat artei islamice, căreia îi aparțin.
Aceasta este epoca dinastiei safavide și în particular a șahului Tahmasp I (1523-1576) când au fost create primele covoare cu motive florale, cu scopul de a satisface gusturile safavizilor. Diferența dintre covoarele nomazilor și covoarele florale se datorează rolului «meșterului popular» (ostad). Acesta desenează cartonul care va fi reprodus de către țesători. Desenele covoarelor nomade sunt transmise din generație în generație.

### Motivele

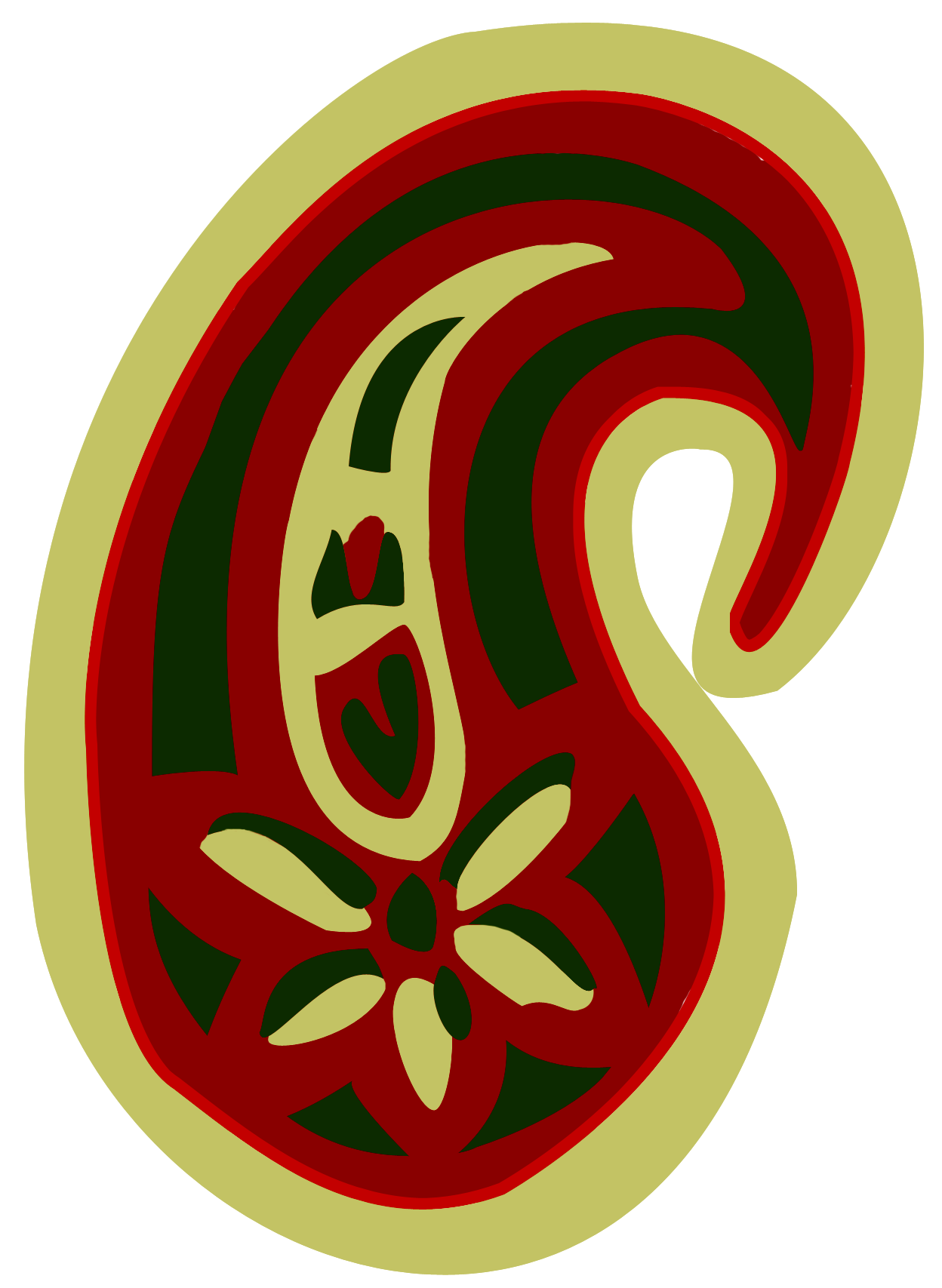
Boteh, unul dintre motivele cele mai cunoscute utilizate în Persia.

Motivele de câmp sunt desene care se repetă până ce ocupă întreaga suprafață a câmpului. Cele mai cunoscute sunt următoarele:
- boteh: desen în formă de migdal sau, pentru alții, de chiparos. Este cel mai cunoscut dintre motivele utilizate în Persia.
- gol: cuvânt persan care semnifică «floare». Este de formă octogonală.
- hérati: motiv compus dintr-un rozariu central închis într-un romb. Punctele rombului sunt formate din rozarii mai mici.
- joshagan: format dintr-o succesiune de romburi ornamentate cu flori stilizate.
- Kharshiang: în limba persană, «crab». Motiv inventat sub domnia șahului Abás.
- minah khani: motiv care evocă un câmp cu flori. Constă din patru flori dispuse într-un mod în care reprezintă un romb și dintr-o floare mai mică în centru.
- zil-e sultan: format din două vase suprapuse ornamentate cu trandafiri și ramuri înflorate. Uneori, sunt păsări așezate pe vase. Originea lui este relativ recentă (secolul al XIX-lea).
- Chah Abbasi: sub această denumire este grupat orice desen inventat sub domnia șahului Abás. Este vorba de decorațiuni pe bază de flori, inspirate din floarea de crin.

Motivele de margine sunt cele care ornamentează benzile laterale ale covorului. Cele mai cunoscute sunt următoarele:
- margine de hérati: este diferită de motivul hérati de pe câmp. Este compusă dintr-o alternanță de rozarii, de flori și de ramuri înflorate.
- margine de boteh: asemănător cu motivul boteh de pe câmp.
- margine cufică: poartă această denumire datorită asemănării sale cu stilul de scriere al aceluiași nume. Este mereu de culoare albă.
- margine cu foi dantelate: formată dintr-o succesiune de foi dantelate, dispuse în spirală.

Motivele de ornamentare sunt desene destinate să completeze decorațiunile câmpului și ale marginii. Întâlnim motivele următoare:
- steaua cu opt colțuri
- rozariul
- svastica
- crucea greacă
- motivul numit câinele care aleargă.

Inscripțiile și datele apar pe marginile anumitor covoare și sunt inscripții diverse: versete din Coran, versuri, dedicații, date de fabricație, mențiunea locului de fabricație.

### Simboluri și semnificație
Covorul a îndeplinit întotdeauna în Orient o funcție dublă, practică și simbolică, al căror sens se pierde uneori în actualitate. El constituie un spațiu magic unde marginile reprezintă elementele terestre realizate pentru apărarea câmpului, locuit de către sfera universului și de divinitate.
Una dintre decorațiile cele mai comune este arborele, arborele vieții, care reprezintă fertilitatea, continuitatea și servește drept legătură între subpământesc, pământesc și divin. Acest motiv datând din perioada pre-islamică este reprezentat adesea pe covoarele de rugăciune persane.
Norii, care într-o formă foarte stilizată se pot transforma în trefle, simbolizează comunicarea cu divinitatea și protecția divină.
Medalionul central reprezintă soarele, divinul, supranaturalul. La anumite covoare, colțurile reiau motivele medalionului central; aceste patru elemente au atunci semnificația de porți de apropiere și de protecție al centrului divinității.
Grădina, asociată paradisului (cuvântul derivă de fapt din limba persană veche, unde pairideieza semnifică «grădină», «cercado», care a dus la termenul de pardis în limba persană) dă loc unui tip de compoziție care apare începând din secolul al XVII-lea în Persia pentru a imita grădinile șahului, divizate în parcele rectangulare sau pătrate de către alei și canale de irigații (chahar bagh).
De asemenea pot fi întâlnite și covoare cu teme cinegetice: vânătoarea este o activitate apreciată de către șah, care cere cunoașterea și înțelegerea naturii. Această temă este de asemenea asociată paradisului și activităților spirituale, pentru că vânătoarea se derulează adesea într-o natură care poate evoca grădinile paradisului. Covorul din Mantes, datând din cea de-a doua jumătate a secolului al XVI-lea și conservat la Muzeul Luvru este un bun exemplu în acest sens.

## Centre tradiționale de producție de covoare în Iran (Persia)
Cele mai importante centre clasice de producție din Persia erau situate la Tabriz (1500-1550), Kashan (1525-1650), Herāt (1525-1650) și Kermán (1600-1650).
Majoritatea covoarelor originare din Tabriz au un medalion central și sferturi de medalion în colțuri acoperind o ornamentație bogată vastă făcută dintr-un câmp de puncte înlănțuite, uneori punctate prin prezentarea de vânători călare, animale singure sau scene de luptă între animale. Operele din Tabriz cele mai cunoscute sunt probabil covoarele gemene din Ardabil (conservate astăzi în colecțiile din Victoria and Albert Museum din Londra și cele din Muzeul de Artă din Los Angeles.
Kashan este cunoscut prin covoarele sale de mătase. Lucrările cele mai celebre sunt cele trei covoare de mătase reprezentând scene de vânătoare cu vânători călare și animalele lor, care sunt adevărate opere de artă, conservate în colecțiile de la Muzeul de Arte Aplicate din Viena (sau MAK), în Muzeul de Arte Frumoase din Boston, și în Muzeul Național din Stockholm. Covoarele de Kashan se află în rândul celor mai căutate. De exemplu, în anul 1969 s-a vândut în Germania un covor pentru 20.000 dolari SUA.
Covoarele din Herāt, sau cele cu un desen similar fabricate în Lahore și Agra (India), sunt cele mai numeroase în colecțiile occidentale. Se caracterizează printr-un câmp roșu cu ornamente de viță de vie și arbori cu frunze de culoare verde întunecat sau cu margini albastre.
Cele șapte clase de covoare de Kermán au fost definite de către May Beattie. Ea a identificat structura sa unică și a denumit-o „tehnica vasului”. Tipurile de covoare din acest grup includ covoarele cu grădini (ornamentate cu grădini și canale de apă curgătoare) și covoare cu zăbrele ovale. Un exemplu foarte cunoscut și perfect din acest ultim tip a fost achiziționat de către Victoria and Albert Museum la sfaturile pictorului și arhitectului britanic William Morris. Influența covoarelor persane se manifestă flagrant în desenele acestor covoare.

### Tipuri de covoare
Vânzătorii de covoare au dezvoltat o clasificare a covoarelor persane bazată pe desen, tip de fabricație și tehnică de țesere. Categoriile au fost denumite după orașul și regiunile asociate fiecărui tip de motive. Lista prezentată mai jos enumeră principalele tipuri de covoare persane.
| - Abadeh - Ardebil - Bakhtiari - Beluch - Bidjar - Feraghan | - Hamedan - Heriz - Ispahan - Joshaghan - Kashan - Kerman | - Lorestan - Mashhad - Meshkin - Nain - Sarab - Saraband | - Sarouk - Senneh - Shiraz - Qom - Tabriz - Teheran | - Veramin - Yazd |

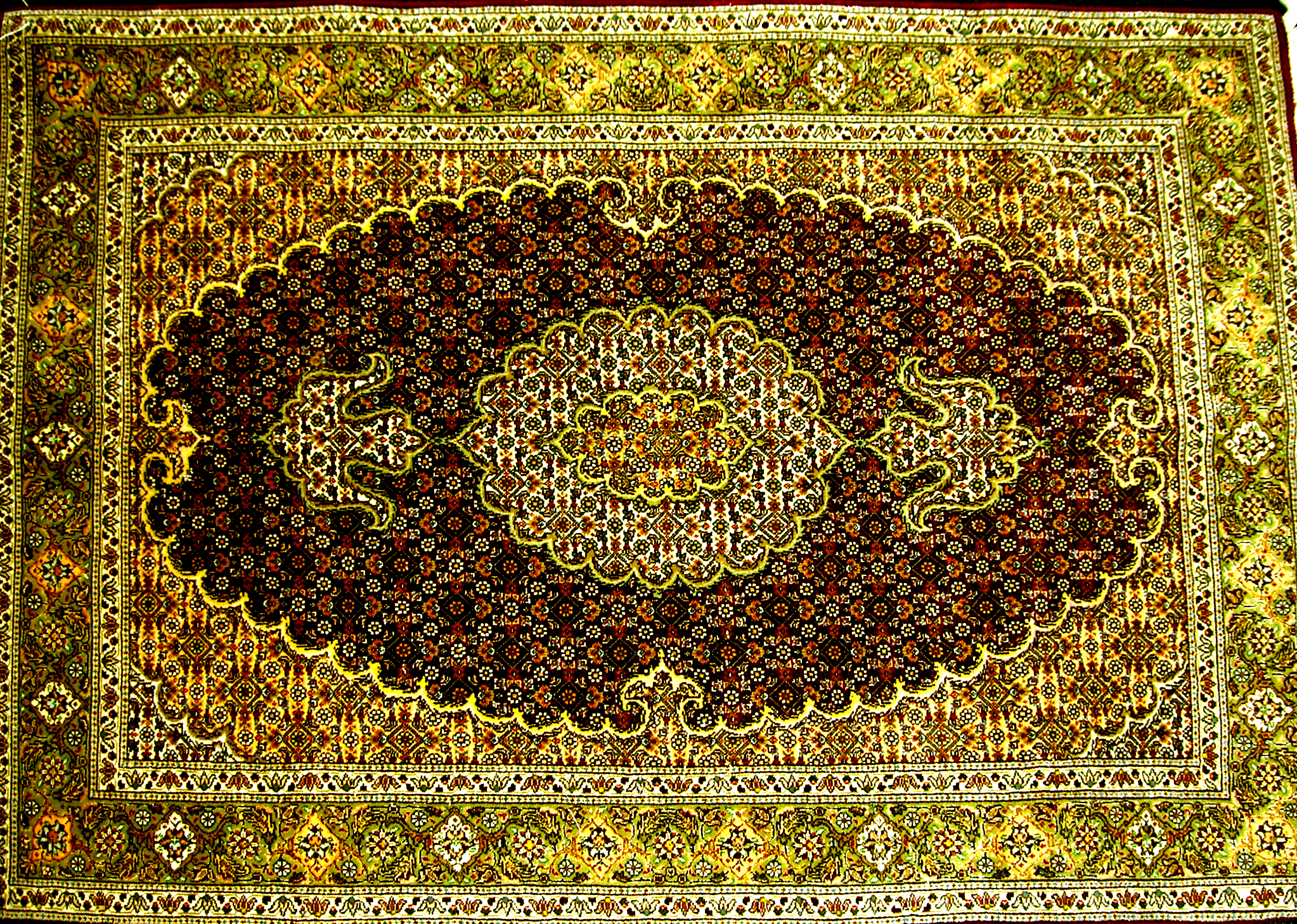
Covor de Tabriz
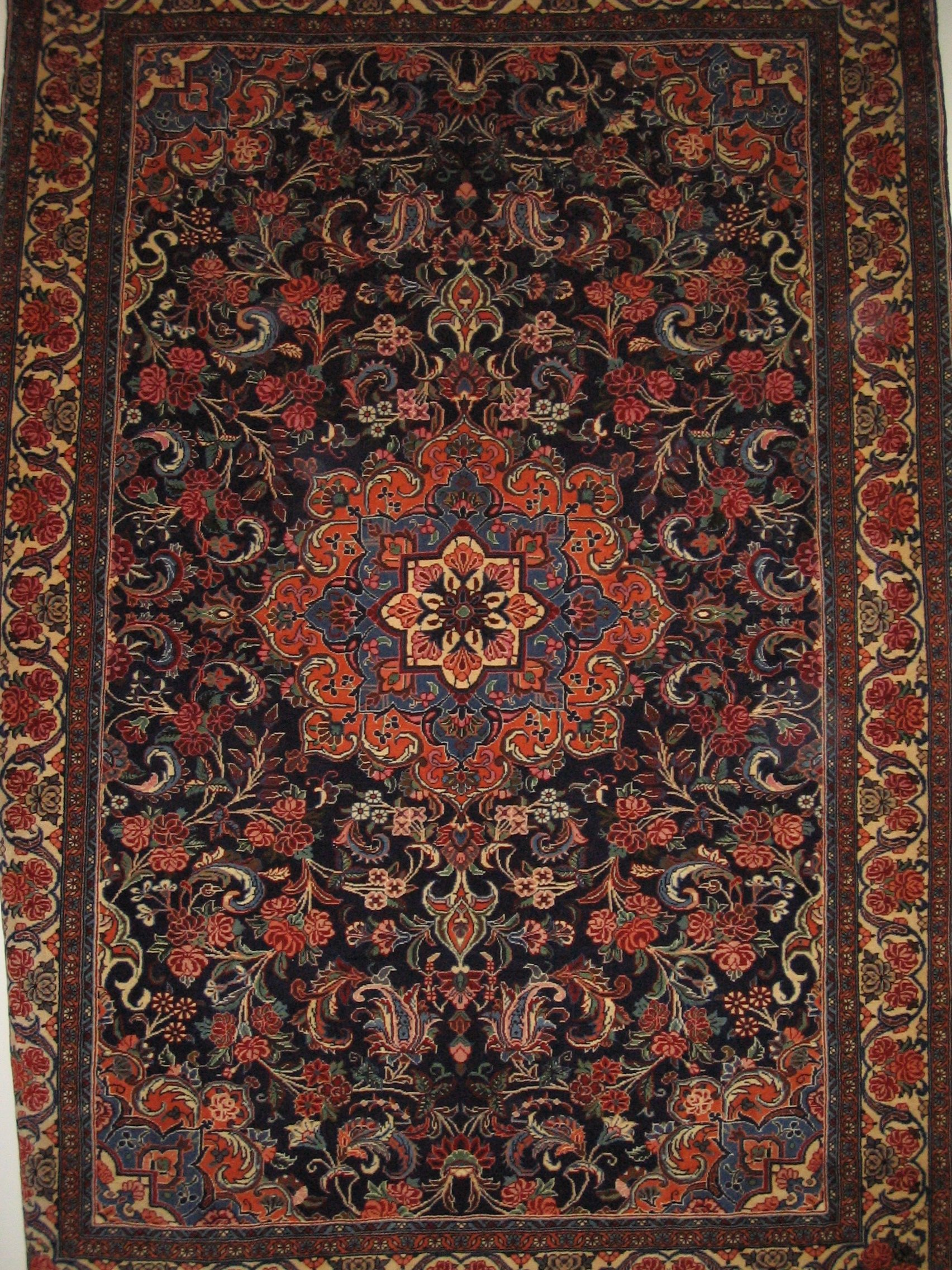
Covor de Kashan
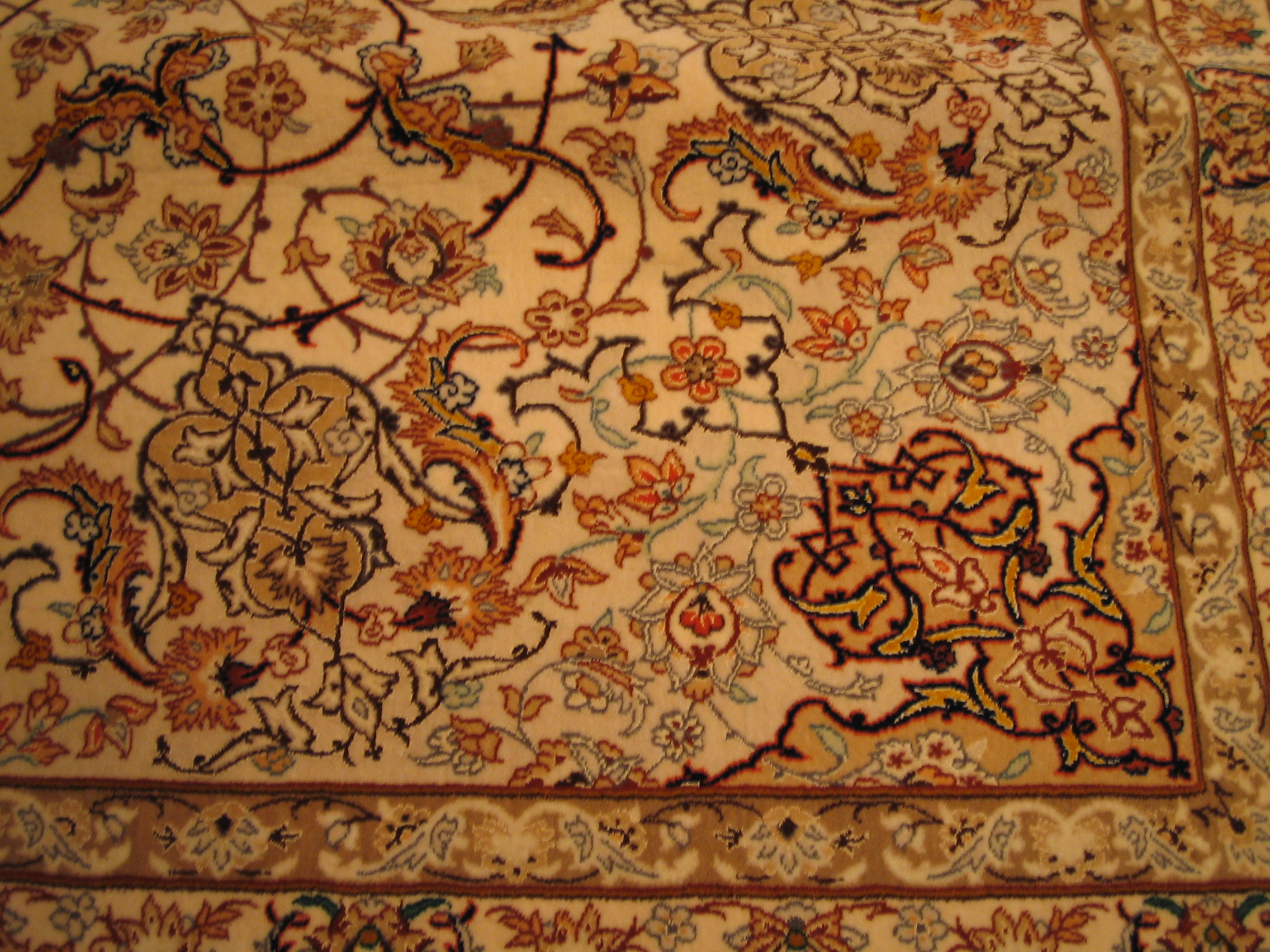
Detaliu de câmp dintr-un covor de Ispahan
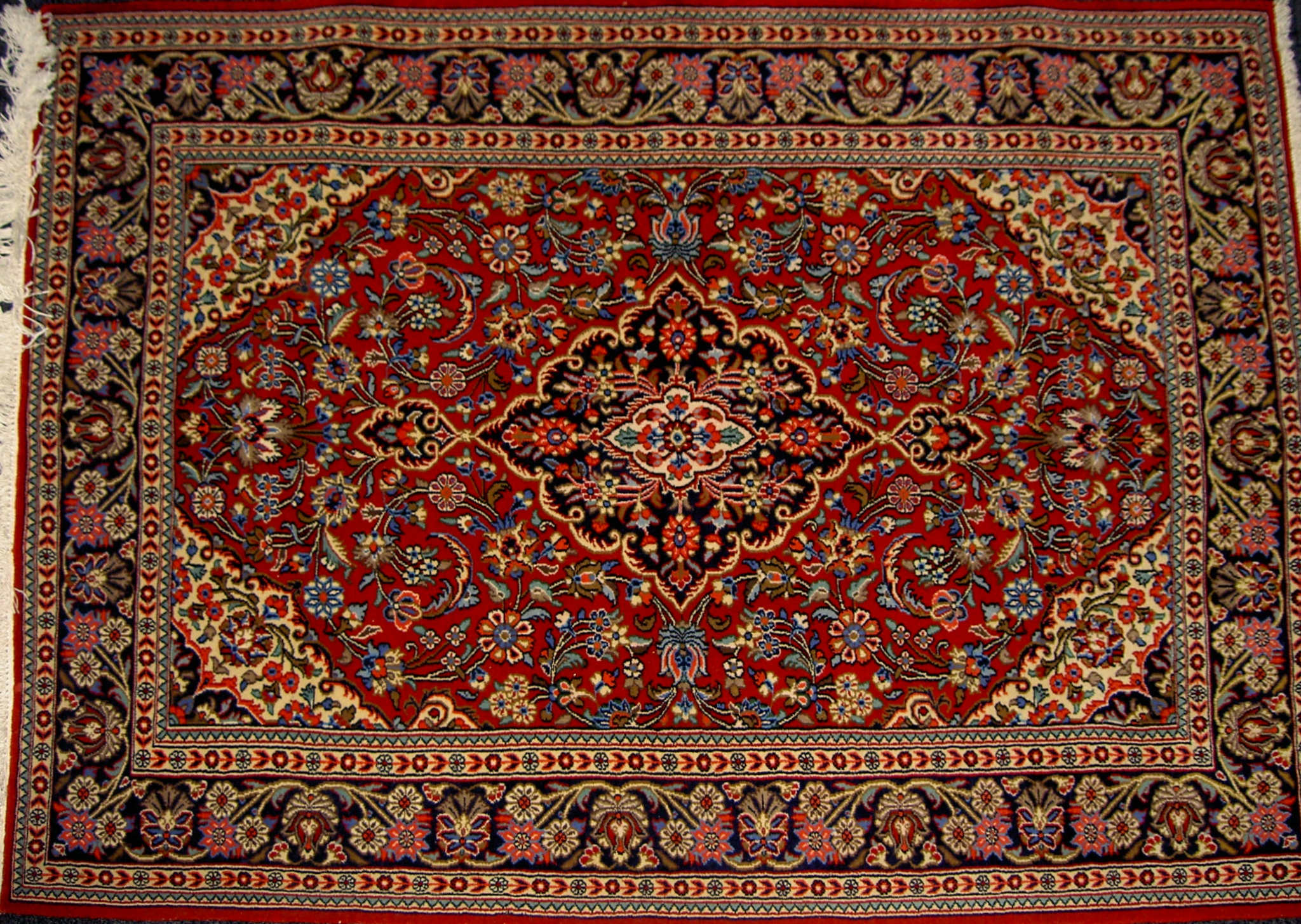
Covor de Qom
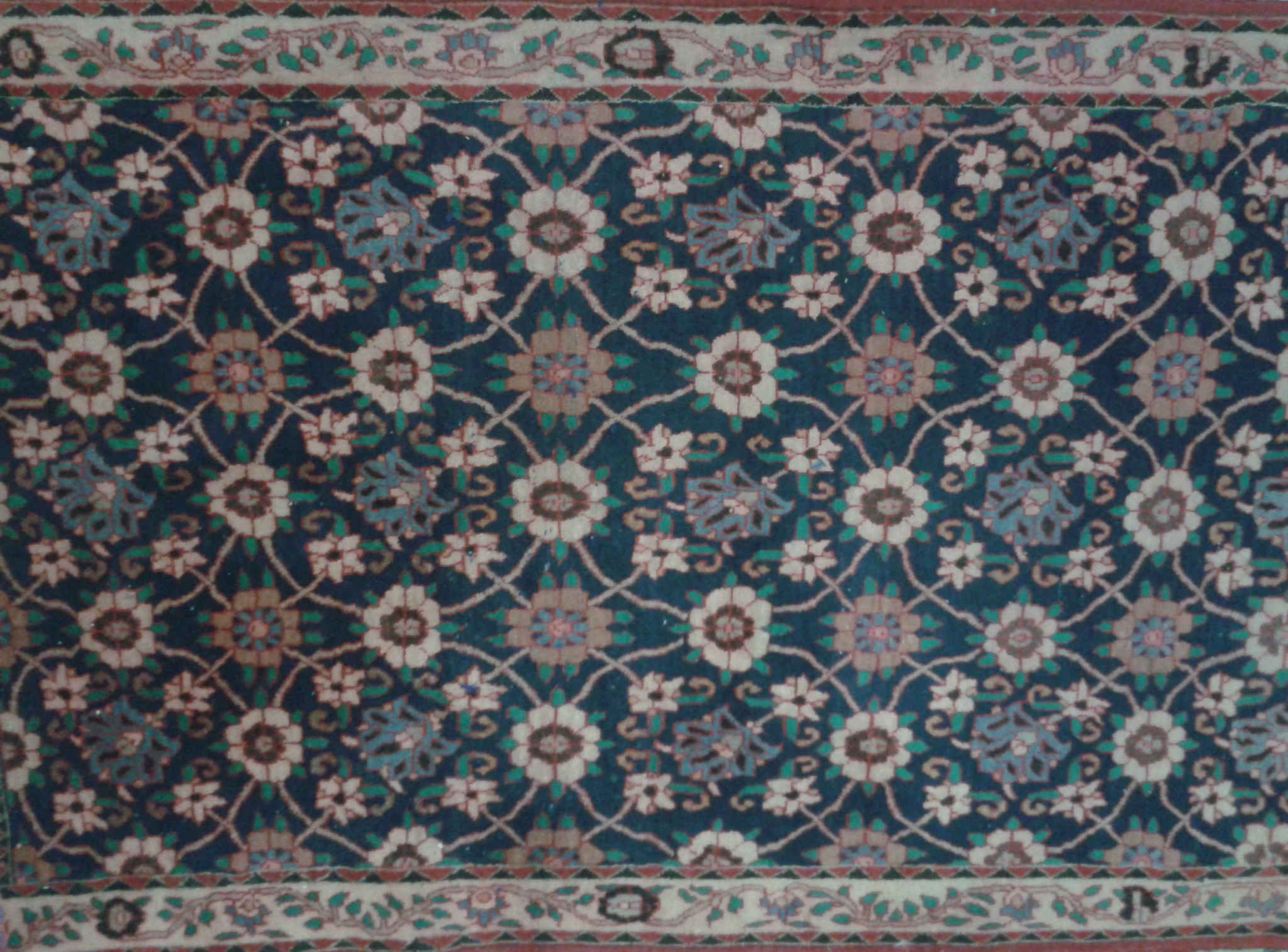
Covor de Veramin